# Quiévelon
Quiévelon é uma comuna francesa na região administrativa de Altos da França, no departamento do Norte. Estende-se por uma área de 4.35 km². Em 2010 a comuna tinha 136 habitantes (densidade: 31,3 hab./km²).